# Harmersbach
Harmersbach je jeden z přítoků řeky Kinzig ve Schwarzwaldu. Potok zformoval údolí Harmersbachu, jediné říšské údolí původní Svaté Říše Římské.

## Běh toku
Pramení z četných puklin v oblasti vrchu Moos. Na běhu toku leží obce Orte Oberharmersbach, Unterharmersbach a Zell am Harmersbach. V obci Zell protéká nordrachtským údolím do údolí potoka Harmersbach (Harmersbachtal). Odtud, až k ústí řeky Kinzig u Biberachu je potok pojmenován Erlenbach.
Na rozdíl od většiny říčních údolí probíhajících paralelně od severozápadu regionu, například údolí Renchu a Kinzigu, je údolí Harmersbachu formováno pouze jihozápadním směrem a poté se vlévá u Biberachu do řeky Kinzig.

## Historie
Údolí Harmersbachu ve středověku náleželo Svobodnému říšskému městu Zell. Po královských městech Offenburg, Gengenbach a Zell náleželo od roku 1330 Fürstenbergerkům a od roku 1367 Římsko-katolické arcidiecézi Štrasburk.